# Terminalia crenulata
Terminalia crenulata är en tvåhjärtbladig växtart som först beskrevs av Heyne, och fick sitt nu gällande namn av Albrecht Wilhelm Roth. Terminalia crenulata ingår i släktet Terminalia och familjen Combretaceae. Inga underarter finns listade i Catalogue of Life.

## Bildgalleri

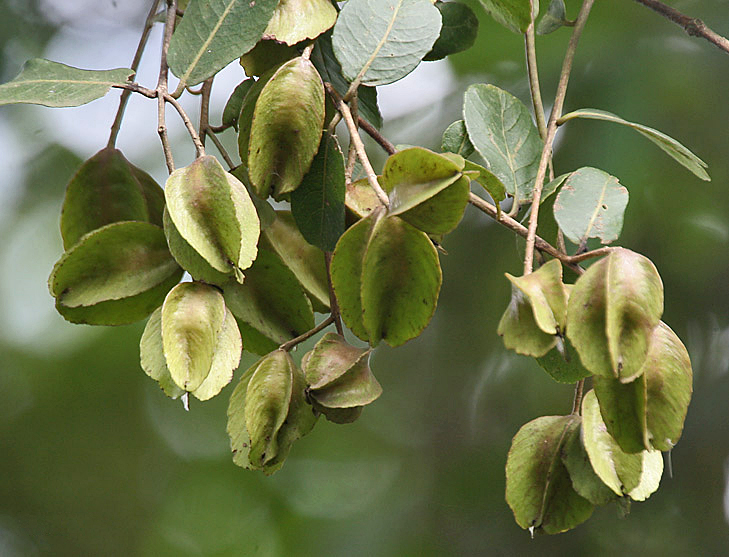
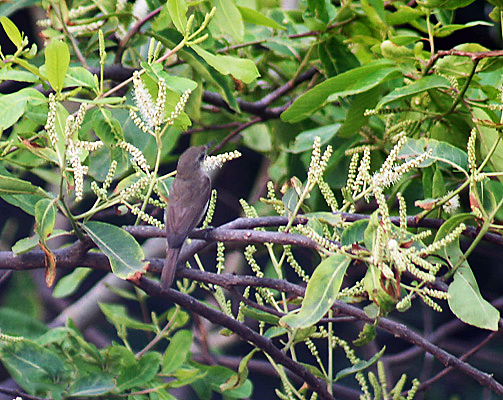